# Traso (rey)

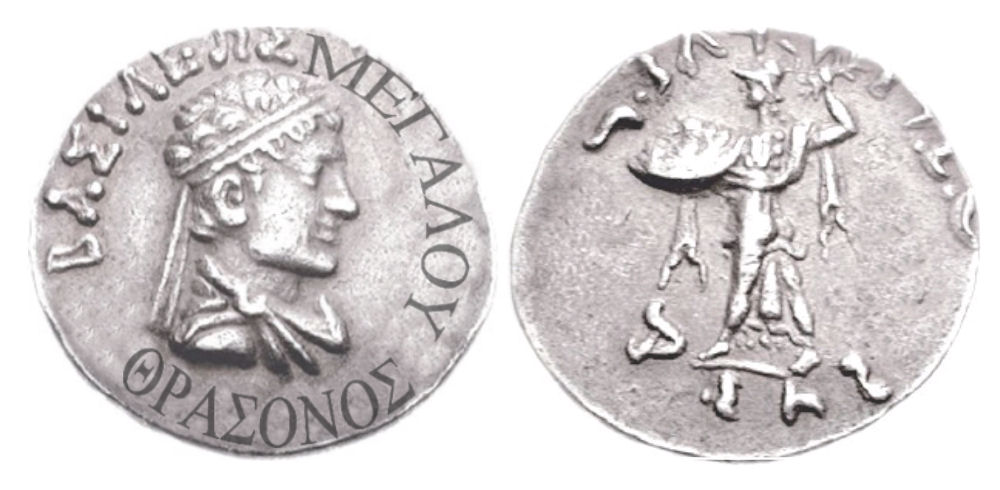
Simulación de moneda Thraso basada en la descripción de Bopearachchi y elementos de la moneda Epander próxima.

Traso (Griego: Θράσων) fue un rey indogriego en Punyab Central y Occidental, desconocido hasta el descubrimiento en 1982 de una de sus monedas por R. C. Sénior en el tesoro de Surana. La moneda es de un estilo similar a las de Menandro I; tiene el mismo tipo de Atenea, y comparte una de las marcas de fábrica de Menandro. En la moneda, el título de Traso es Basileus Megas (Gran Rey), un título que solo Eucratides el Grande había osado tomar antes de él y que fue, según parece, desplazado por el joven Traso, cuya única moneda preservada indica un reinado pequeño e insignificante.
Osmund Bopearachchi sugiere una datación preliminar de 95–80 a. C., pero R. C. Sénior concluye que Traso era el hijo y heredero de Menandro (c. 155–130 a. C.), ya que su moneda no estaba gastada, y fue encontrada en un tesoro con monedas más antiguas.
Parece como si el niño fue brevemente alzado al trono en la confusión que siguió a la muerte de Menandro, por un general que pensó que el grandilocuente título podría fortalecer su caso.